# Kra (letter)
Kra (kleine letter ĸ, hoofdletter Κʼ) is een letter uit het Latijns alfabet die wordt gebruikt voor de stemloze uvulaire plosief, in IPA aangegeven met [q]. De letter wordt gebruikt in het Nunatsiavummiutut, een dialect van het Inuktitut dat wordt gesproken in Labrador, Canada. Tot de spellingshervorming van 1973 werd de letter ook gebruikt in het Groenlands, toen werd die vervangen door de letter Q.
In Unicode wordt de kleine letter gevonden op U+0138. De hoofdletter heeft geen volgnummer in unicode, een hoofdletter K (U+004B), gevolgd door een apostrof (U+02BC) is een benadering.